# Charles Collett
Charles Benjamin Collett (10 september 1871 – 5 april 1952) was hoofdwerktuigbouwkundig ingenieur van de Great Western Railway van 1922 tot 1941. Hij ontwierp onder meer locomotieven.

## Carrière
Colletts voorganger, George Jackson Churchward, had vanuit de werkplaats in Swindon aan de Great Western Railway (GWR) een serie toonaangevende en innovatieve locomotieven geleverd, en begin jaren 20 waren de 2- en 4-cilinder-4-6-0-ontwerpen van de GWR aanzienlijk beter dan de locomotieven van andere spoorwegbedrijven.
In 1922 ging Churchward met pensioen en Collett erfde een hoop uitstekende gestandaardiseerde ontwerpen. Maar met stijgende kosten en dalende inkomsten, was het nodig de schaar te zetten in het aantal ontwerpen van voor 1923 (d.w.z. van voor de bij wet besloten samenvoeging van spoorwegmaatschappijen) en krachtigere locomotieven te ontwikkelen. Collett was een praktisch man: hij nam de ontwerpen van Churchward en werkte ze verder uit, met name de Hall uit de Saint-klasse en de Castle uit de Star-klasse. Hij was ook verantwoordelijk voor de ontwikkeling van kleinere locomotieven.
Op een gegeven moment was er iets groters nodig dan de Castle-serie voor het voorttrekken van zware sneltreinen met een gemiddelde snelheid van 100 km/h. General Manager Sir Felix Pole gaf Collett daarom opdracht tot het ontwerpen en bouwen van een "Super-Castle". Het resultaat was de Kingklasse-4-6-0-stoomlocomotief, die een maximaal toelaatbaar omgrenzingsprofiel had en in juni 1927 uit Swindon Works rolde. De locomotief had nooit eerder vertoonde afmetingen en was de ultieme ontwikkeling van Churchwards viercilinderconcept. Het was de zwaarste 4-6-0-locomotief die ooit in het Verenigd Koninkrijk had gereden (138 ton) en ze had de grootste trekkracht (18.300 kg). Vanwege de omvang werd de Kingserie echter maar op een beperkt aantal GWR-routes ingezet. In 1931 ontwierp Collett, met hetzelfde maximale omgrenzingsprofiel in gedachten, de GWR Super Saloons die voor de boottreindiensten van Londen naar Plymouth gebruikt werden.

## Nalatenschap
Collett was een begenadigd ingenieur, die naar bestaande ontwerpen kon kijken en deze op goede wijze kon verbeteren. Hij produceerde een gestandaardiseerde vloot locomotieven die uitstekend voldeed aan de door de GWR gestelde eisen. Hij wist in Churchwards ontwerpen substantiële prestatieverbeteringen aan te brengen. In 1924 rapporteerde hij dat de Castle-serie een kolenverbruik van 1.28 kg per paardenkrachtuur had, een cijfer dat door veel ingenieurs als te mooi om waar te zijn werd afgedaan, maar dat door Colletts collega bij de London North Eastern Railway, ingenieur Nigel Gresley, wel serieus werd genomen nadat de GWR en zijn eigen maatschappij in 1925 locomotieven hadden uitgeruild, zoals dat in die tijd wel vaker tussen spoorwegmaatschappijen gebeurde.
Collett heeft kritiek te verduren gekregen van ingenieurs uit zijn tijd en later van spoorweghistorici omdat hij nauwelijks vernieuwingen in zijn ontwerpen aanbracht maar in plaats daarvan altijd aan Churchwards stijl vasthield. Mogelijk door dat laatste had, toen Collett met pensioen ging, de superioriteit van de GWR-locomotieven het al afgelegd tegen modernere ontwerpen, met name tegen die van William Stanier, die in Swindon werkte voordat hij in 1932 overstapte naar de London, Midland and Scottish Railway. Hij bouwde voort op Churchwards werk maar had daarbij wel oog voor de voortdurende ontwikkelingen in de stoomlocomotieftechnologie.

## Privé
Collett was getrouwd maar had geen kinderen.
- Library of Congress Control Number: n79009336
- Système universitaire de documentation: 240870972
- Virtual International Authority File: 50493360
- WorldCat: E39PBJhRyTtcGDJyCydHHWpMfq